# Silnik krokowy

Animacja uproszczonego silnika krokowego reluktancyjnego unipolarnego. Wirnik jest wykonany jako tarcza zębata.
Krok 1: Elektromagnes górny (1) jest załączony, przyciągając najbliższe zęby wirnika do zębów stojana tego elektromagnesu, przesuwając wirnik
Krok 2: Elektromagnes górny (1) jest wyłączany, a włączany jest elektromagnes prawy (2), pociągając zęby wirnika do zębów elektromagnesu prawego (2). W tym przykładzie prowadzi to do obrotu o 3,6°
Krok 3 i 4: Włączany jest kolejny elektromagnes wywołując obrót wirnik silnika o kolejny krok

Silnik krokowy. Zasada działania silnika reluktancyjnego: po zmianie zasilania z pasma A do B wirnik wykonuje skok tak, aby reluktancja dla strumienia była najmniejsza, czyli ustawiając się „pod” zębem stojana

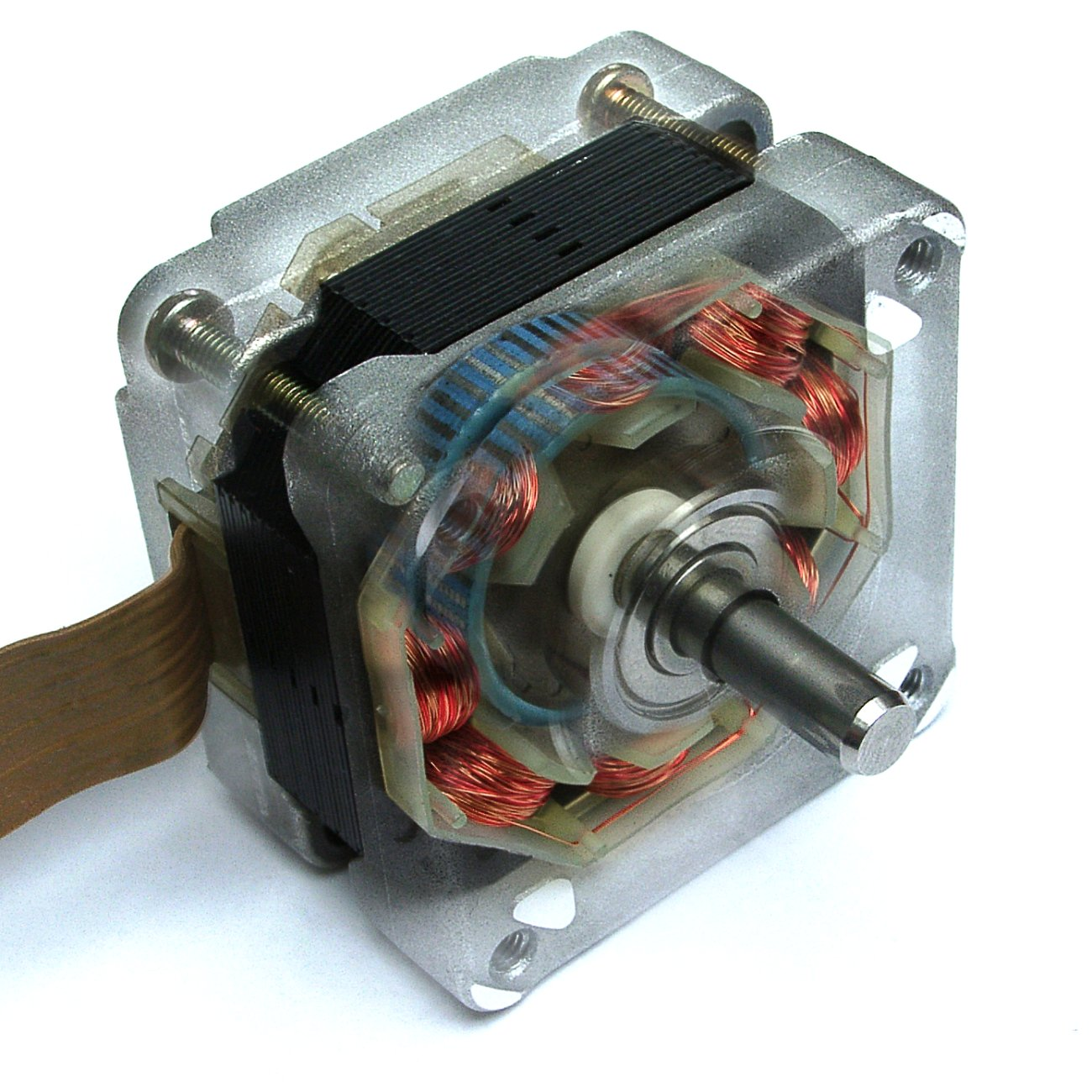
Budowa wewnętrzna silnika krokowego z magnesem trwałym

Silnik krokowy, silnik skokowy – silnik elektryczny, w którym impulsowe zasilanie prądem elektrycznym powoduje, że jego wirnik nie obraca się ruchem ciągłym, lecz wykonuje za każdym razem ruch obrotowy o ściśle ustalony kąt.
Dzięki temu kąt obrotu wirnika jest ściśle zależny od liczby dostarczonych impulsów prądowych, a prędkość kątowa wirnika jest dokładnie równa częstotliwości impulsów pomnożonej przez wartość kąta obrotu wirnika w jednym cyklu pracy silnika.
Kąt obrotu wirnika pod wpływem działania jednego impulsu może mieć różną wartość, zależnie od budowy silnika – jest to zwykle wartość od kilku do kilkudziesięciu stopni. Silniki krokowe, zależnie od przeznaczenia, są przystosowane do wykonywania od ułamków obrotu na minutę do kilkuset obrotów na minutę.

## Rodzaje silników krokowych
Są trzy podstawowe typy silników krokowych pod względem budowy:
- silnik z magnesem trwałym
- silnik o zmiennej reluktancji
- silnik hybrydowy

Inny podział wyróżnia silniki bipolarne (4 wyprowadzenia) i unipolarne (5 albo 6 wyprowadzeń).

## Zastosowania
Silniki krokowe są stosowane wszędzie tam, gdzie kluczowe znaczenie ma możliwość precyzyjnego sterowania ruchem, utrzymanie pozycji i zmiana o określoną wartość, w układzie z otwartą pętlą sterowania:
- w szeroko rozumianej automatyce – w mechanicznych urządzeniach regulacyjnych (np. automatycznych zaworach)
- w urządzeniach pomiarowych np. zegarach kwarcowych do przesuwania wskazówek
- w robotyce – do sterowania ruchem ramion robotów, kół w automatycznych wózkach widłowych itp.
- w drukarkach igłowych i atramentowych oraz ploterach – do sterowania ruchem głowicy drukującej lub igły, przesuwu papieru czy folii
- w napędach CD/DVD – do sterowania ruchem głowicy czytającej zawierającej laser
- w samochodach – otwieranie przepustnicy

## Zalety i wady silników krokowych
Zalety:
- kąt obrotu silnika jest proporcjonalny do liczby impulsów wejściowych
- silnik pracuje z pełnym momentem w stanie spoczynku (o ile uzwojenia są zasilane)
- precyzyjne pozycjonowanie i powtarzalność ruchu – dobre silniki krokowe mają dokładność ok. 3–5% kroku i błąd ten nie kumuluje się z kroku na krok
- możliwość bardzo szybkiego rozbiegu, hamowania i zmiany kierunku
- niezawodność – ze względu na brak szczotek żywotność silnika zależy tylko od żywotności łożysk
- zależność obrotów silnika od dyskretnych impulsów umożliwia sterowanie w pętli otwartej, przez co silnik krokowy jest łatwiejszy i tańszy w sterowaniu
- możliwość osiągania bardzo małych prędkości synchronicznych obrotów z obciążeniem umocowanym bezpośrednio na wale silnika
- szeroki zakres prędkości obrotowych – uzyskiwany dzięki temu, że prędkość jest proporcjonalna do częstotliwości impulsów wejściowych
- jedną z najbardziej znaczących zalet silnika krokowego jest możliwość dokładnego sterowania w pętli otwartejPraca w pętli otwartej oznacza, że nie potrzeba sprzężenia zwrotnego – informacji o położeniu. Takie sterowanie eliminuje potrzebę stosowania kosztownych urządzeń sprzężenia zwrotnego, takich jak np. enkodery optoelektroniczne. Pozycje okeśla się zliczając impulsy wejściowe od położenia skrajnego. Ponieważ (patrz: wady) w silniku krokowym może jednak wystąpić zjawisko gubienia kroków, np. przy niewłaściwym sterowaniu lub nadmiernym obciążeniu silnika, nie można tej zalety traktować jako gwarantowanej dla każdego silnika krokowego i dowolnych warunków jego pracy.

Wady:
- rezonanse mechaniczne pojawiające się przy niewłaściwym sterowaniu
- trudności przy pracy z bardzo dużymi obrotoami
- w praktyce – małe maksymalne obroty: rzędu kilku–kilkuset obrotów na minutę
- występowanie zjawiska gubienia kroków
- duży pobór prądu
- duża emisja ciepła